# Enrique de Monpezat
Enrique de Monpezat (en danés: Henrik Carl Joachim Alain til Danmark, greve af Monpezat; 4 de mayo de 2009) es el tercer hijo del príncipe Joaquín de Dinamarca y su segunda esposa, la princesa Marie. Enrique es nieto de la reina emérita Margarita de Dinamarca. Ostenta el título de conde de Monpezat. Ocupa el octavo lugar en la línea de sucesión al trono.
Tiene una hermana menor, la condesa Atenea y dos medio hermanos mayores por parte de padre, los condes Nicolás y Félix.

## Biografía

### Nacimiento
El entonces príncipe Enrique nació el 4 de mayo de 2009 en el Hospital Universitario de Copenhague (Rigshospitalet). Al nacer pesó 3032 gramos y midió 49 centímetros.

### Bautizo
Enrique fue bautizado el 26 de julio de 2009 en la iglesia de Møgeltønder, la misma en la que se casaron sus padres.
Sus padrinos y madrinas fueron: la princesa heredera María de Dinamarca (su tía paterna), Charles Cavallier (su tío materno), Benjamin Grandet (su tío materno), Britt Davidsen Siesbye (dama de su madre) y Christian Scherfig (amigo de su padre).

### Nombres
- Henrik por su abuelo paterno, el príncipe Henrik.

- Carl por su tío materno, Charles Cavallier.

- Joachim por su padre, el príncipe Joaquín de Dinamarca.

- Alain por su abuelo materno, Alain Cavallier.

### Hermanos
- Nicolás de Monpezat, nacido el 28 de agosto de 1999, medio hermano paterno fruto del matrimonio de Joaquín y Alexandra Manley.
- Félix de Monpezat, nacido el 22 de julio de 2002, medio hermano paterno fruto del matrimonio de Joaquín y Alexandra Manley.
- Atenea de Monpezat, nacida el 24 de enero de 2012.

## Títulos y tratamientos
| ● 4 de mayo de 2009-1 de enero de 2023: | Su alteza el príncipe Enrique de Dinamarca, conde de Monpezat |
| ● 1 de enero de 2023-presente:          | Su Excelencia el conde Enrique de Monpezat                    |

## Distinciones honoríficas

### Distinciones honoríficas danesas
- Medalla Conmemorativa del 70° Aniversario del príncipe consorte Enrique (11/06/2009).
- Medalla Conmemorativa del 70° Aniversario de la reina Margarita II (16/04/2010).
- Medalla Conmemorativa del Jubileo de Rubí de la reina Margarita II (11/01/2012).
- Medalla Conmemorativa del 75° Aniversario de la reina Margarita II (16/04/2015).[1]
- Medalla Conmemorativa de las Bodas de Oro de la Reina Margarita II y el Príncipe Enrique (10/06/2017).
- Medalla Conmemorativa del Príncipe Enrique (11/06/2018).
- Medalla Conmemorativa del 80° Aniversario de la reina Margarita II (16/04/2020).
- Medalla Conmemorativa del Jubileo de Oro de la Reina Margarita II (14/01/2022).

## Ancestros
|  |                                            |  |  |  |  |  |  |  |  |  |  |  |  |  |  |  |
|  | 8. Andrés de Laborde, conde de Monpezat    |  |  |  |  |  |  |  |  |  |  |  |  |  |  |  |
|  |                                            |  |  |  |  |  |  |  |  |  |  |  |  |  |  |  |
|  |                                            |  |  |  |  |  |  |  |  |  |  |  |  |  |  |  |
|  | 4. Enrique de Laborde, conde de Monpezat   |  |  |  |  |  |  |  |  |  |  |  |  |  |  |  |
|  |                                            |  |  |  |  |  |  |  |  |  |  |  |  |  |  |  |
|  |                                            |  |  |  |  |  |  |  |  |  |  |  |  |  |  |  |
|  | 9. Renata Yvonne Doursenot                 |  |  |  |  |  |  |  |  |  |  |  |  |  |  |  |
|  |                                            |  |  |  |  |  |  |  |  |  |  |  |  |  |  |  |
|  |                                            |  |  |  |  |  |  |  |  |  |  |  |  |  |  |  |
|  | 2. Príncipe Joaquín de Dinamarca           |  |  |  |  |  |  |  |  |  |  |  |  |  |  |  |
|  |                                            |  |  |  |  |  |  |  |  |  |  |  |  |  |  |  |
|  |                                            |  |  |  |  |  |  |  |  |  |  |  |  |  |  |  |
|  | 10. Rey Federico IX de Dinamarca           |  |  |  |  |  |  |  |  |  |  |  |  |  |  |  |
|  |                                            |  |  |  |  |  |  |  |  |  |  |  |  |  |  |  |
|  |                                            |  |  |  |  |  |  |  |  |  |  |  |  |  |  |  |
|  | 5. Reina Margarita II de Dinamarca         |  |  |  |  |  |  |  |  |  |  |  |  |  |  |  |
|  |                                            |  |  |  |  |  |  |  |  |  |  |  |  |  |  |  |
|  |                                            |  |  |  |  |  |  |  |  |  |  |  |  |  |  |  |
|  | 11. Princesa Ingrid de Suecia              |  |  |  |  |  |  |  |  |  |  |  |  |  |  |  |
|  |                                            |  |  |  |  |  |  |  |  |  |  |  |  |  |  |  |
|  |                                            |  |  |  |  |  |  |  |  |  |  |  |  |  |  |  |
|  | 1. Enrique de Dinamarca, conde de Monpezat |  |  |  |  |  |  |  |  |  |  |  |  |  |  |  |
|  |                                            |  |  |  |  |  |  |  |  |  |  |  |  |  |  |  |
|  |                                            |  |  |  |  |  |  |  |  |  |  |  |  |  |  |  |
|  | 12. Claudio Cavallier                      |  |  |  |  |  |  |  |  |  |  |  |  |  |  |  |
|  |                                            |  |  |  |  |  |  |  |  |  |  |  |  |  |  |  |
|  |                                            |  |  |  |  |  |  |  |  |  |  |  |  |  |  |  |
|  | 6. Alain Cavallier                         |  |  |  |  |  |  |  |  |  |  |  |  |  |  |  |
|  |                                            |  |  |  |  |  |  |  |  |  |  |  |  |  |  |  |
|  |                                            |  |  |  |  |  |  |  |  |  |  |  |  |  |  |  |
|  | 13. Odilia Labesse                         |  |  |  |  |  |  |  |  |  |  |  |  |  |  |  |
|  |                                            |  |  |  |  |  |  |  |  |  |  |  |  |  |  |  |
|  |                                            |  |  |  |  |  |  |  |  |  |  |  |  |  |  |  |
|  | 3. María Cavallier                         |  |  |  |  |  |  |  |  |  |  |  |  |  |  |  |
|  |                                            |  |  |  |  |  |  |  |  |  |  |  |  |  |  |  |
|  |                                            |  |  |  |  |  |  |  |  |  |  |  |  |  |  |  |
|  | 7. Francisca Moreau                        |  |  |  |  |  |  |  |  |  |  |  |  |  |  |  |
|  |                                            |  |  |  |  |  |  |  |  |  |  |  |  |  |  |  |
|  |                                            |  |  |  |  |  |  |  |  |  |  |  |  |  |  |  |